# Liste des gouverneurs actuels des provinces indonésiennes
Cette page dresse la liste des gouverneurs actuels des provinces indonésiennes.

## Gouverneurs des provinces spéciales
| Province                    | Nom                          | Parti                                     | Depuis le       |
| --------------------------- | ---------------------------- | ----------------------------------------- | --------------- |
| Aceh                        | Muzakir Manaf (id)           | Parti Aceh                                | 12 février 2025 |
| Jakarta                     | Pramono Anung                | Parti démocratique indonésien de lutte    | 20 février 2025 |
| Papouasie                   | Ramses Limbong (par intérim) | Indépendant                               | 5 août 2024     |
| Papouasie centrale          | Meki Fritz Nawipa            | Parti démocratique indonésien de lutte    | 20 février 2025 |
| Papouasie des hautes terres | John Tabo                    | Golkar                                    | 17 avril 2025   |
| Papouasie méridionale       | Apolo Safanpo                | Parti démocratique indonésien de lutte    | 20 février 2025 |
| Papouasie-Ouest             | Dominggus Mandacan           | Parti national démocrate                  | 20 février 2025 |
| Papouasie du Sud-Ouest      | Elisa Kambu                  | Parti du mouvement de la grande Indonésie | 20 février 2025 |
| Yogyakarta                  | Hamengkubuwono X             | Indépendant                               | 3 octobre 1998  |

## Gouverneurs des provinces de droit commun
| Province                              | Nom                              | Parti                                     | Depuis le       |
| ------------------------------------- | -------------------------------- | ----------------------------------------- | --------------- |
| Bali                                  | I Wayan Koster (en)              | Parti démocratique indonésien de lutte    | 20 février 2025 |
| Bangka-Belitung                       | Hidayat Arsani (id)              | Golkar                                    | 17 avril 2025   |
| Banten                                | Andra Soni (id)                  | Parti du mouvement de la grande Indonésie | 20 février 2025 |
| Bengkulu                              | Helmi Hasan (en)                 | Parti du mandat national                  | 20 février 2025 |
| Gorontalo                             | Gusnar Ismail (id)               | Parti démocrate                           | 20 février 2025 |
| Îles-Riau                             | Ansar Ahmad (en)                 | Golkar                                    | 20 février 2025 |
| Jambi                                 | Al Haris (id)                    | Parti du mandat national                  | 20 février 2025 |
| Java-Centre                           | Ahmad Luthfi (en)                | Parti du mouvement de la grande Indonésie | 20 février 2025 |
| Java-Est                              | Khofifah Indar Parawansa         | Parti du réveil national                  | 20 février 2025 |
| Java-Ouest                            | Dedi Mulyadi                     | Parti du mouvement de la grande Indonésie | 20 février 2025 |
| Kalimantan-Centre                     | Agustiar Sabran (en)             | Parti du mouvement de la grande Indonésie | 20 février 2025 |
| Kalimantan-Est                        | Rudy Mas'ud (en)                 | Golkar                                    | 20 février 2025 |
| Kalimantan-Ouest                      | Ria Norsan (en)                  | Golkar                                    | 20 février 2025 |
| Kalimantan-Nord                       | Zainal Arifin Paliwang (id)      | Parti du mouvement de la grande Indonésie | 20 février 2025 |
| Kalimantan-Sud                        | Muhidin (en)                     | Parti du mandat national                  | 20 février 2025 |
| Lampung                               | Rahmat Mirzani Djausal (en)      | Parti du mouvement de la grande Indonésie | 20 février 2025 |
| Moluques                              | Hendrik Lewerissa (id)           | Parti du mouvement de la grande Indonésie | 20 février 2025 |
| Moluques-Nord                         | Sherly Tjoanda (en)              | Indépendant                               | 20 février 2025 |
| Petites Îles de la Sonde occidentales | Lalu Muhamad Iqbal (en)          | Parti du mouvement de la grande Indonésie | 20 février 2025 |
| Petites Îles de la Sonde orientales   | Emanuel Melkiades Laka Lena (en) | Golkar                                    | 20 février 2025 |
| Riau                                  | Abdul Wahid (id)                 | Parti du réveil national                  | 20 février 2025 |
| Sulawesi-Centre                       | Anwar Hafid (id)                 | Parti démocrate                           | 20 février 2025 |
| Sulawesi-Sud-Est                      | Andi Sumangerukka (en)           | Parti du mouvement de la grande Indonésie | 20 février 2025 |
| Sulawesi-Nord                         | Yulius Selvanus                  | Parti du mouvement de la grande Indonésie | 20 février 2025 |
| Sulawesi-Ouest                        | Suhardi Duka (id)                | Parti démocrate                           | 20 février 2025 |
| Sulawesi-Sud                          | Andi Sudirman Sulaiman (id)      | Indépendant                               | 20 février 2025 |
| Sumatra-Nord                          | Bobby Nasution (id)              | Parti du mouvement de la grande Indonésie | 20 février 2025 |
| Sumatra-Ouest                         | Mahyeldi Ansharullah (en)        | Parti de la justice et de la prospérité   | 20 février 2025 |
| Sumatra-Sud                           | Herman Deru (en)                 | Parti national démocrate                  | 20 février 2025 |